# Mr. Gil
Mr. Gil – polski zespół wykonujący rock neoprogresywny, którego liderem pozostawał gitarzysta, Mirosław Gil. Działał początkowo w latach 1997–1999. W 2009 nagrał drugą płytę po 10 latach milczenia. W 2010 wykrystalizował się kolejny czteroosobowy skład Mr. Gila: do zespołu dołącza pianista Konrad Wantrych oraz wiolonczelistka Paulina Druch, co zaowocowało wydaniem albumu Light and Sound. Nastąpiło również odejście od dotychczasowej, progresywnej stylistyki grupy na rzecz intymnego, akustycznego brzmienia.
W 2022 Mr. Gil po 10 latach przerwy wydał kolejną płytę „Love Will Never Come”. Do zespołu wrócił Przemek Zawadzki (gitara basowa), a także dołączył Robert Qba Kubajek (perkusja). Wokalistą pozostał Karol Wróblewski.

## Muzycy

### Obecny skład zespołu[1]
- Mirek Gil – gitara (1997-)
- Karol Wróblewski - śpiew (2009-)
- Przemas Zawadzki - gitara basowa (2009-)
- Robert Kubajek - perkusja (2022-)

### Byli członkowie zespołu
- Konrad Wantrych - fortepian i instrumenty klawiszowe (2010)
- Paulina Druch - wiolonczela (2010)
- Olaf Łapczyński – śpiew (1997-1999)
- Krzysiek Palczewski – klawisze (1997-1999)
- Piotr Witkowski – gitara basowa (1997-1999)
- Vlodi Tafel – perkusja (1997-1999)
- Wojtek Szadkowski - perkusja (2009)

## Dyskografia
- 1998 - Alone (Ars Mundi)
- 2010 - Skellig (Oscar)
- 2010 - Light and Sound (Electrum Production)
- 2012 - I Want You To Get Back Home (Metal Mind Productions)
- 2022 - Love Will Never Come (Oskar)[1]